# Металлург (стадион, Новокузнецк)
«Металлу́рг» — стадион в городе Новокузнецк, домашняя арена футбольного клуба «Новокузнецк».

## История стадиона
Был основан в середине 1950-х годов. В 1962 году была проведена первая реконструкция, а свой нынешний облик стадион обрел в 1974 году. Тогда были построены две трибуны, появилось табло и осветительные мачты. В 2001 году были отремонтированы подтрибунные помещения. В 2002 году были произведены работы по укладке нового газона, установлена система подогрева. Также на трибунах были установлены пластиковые кресла. В 2021 году — на реконструкции.

## Адрес
- Новокузнецк, проспект Строителей, 28